# Provinciale Statenverkiezingen 1923
De Provinciale Statenverkiezingen 1923 waren Nederlandse verkiezingen die in april 1923 werden gehouden voor de leden van Provinciale Staten in elf provincies. In Limburg werden de verkiezingen gehouden op 9 april, in Groningen, Friesland, Drenthe, Gelderland, Noord-Holland, Zuid-Holland en Zeeland op 11 april, in Overijssel en Utrecht op 12 april en in Noord-Brabant op 13 april.

## Aanloop
Om stemgerechtigd te zijn diende men de Nederlandse nationaliteit te hebben, op de dag van de stemming ten minste 23 jaar oud te zijn en op de dag van de kandidaatstelling te wonen in de provincie waarvoor de verkiezing plaatsvond. Nederlanders die in het buitenland woonden en niet ingeschreven stonden in een Nederlandse gemeente hadden geen stemrecht bij deze verkiezingen.

## Uitslagen

### Opkomst
|                 | 1919      | 1923      |
| # stemmen       | # stemmen |           |
| --------------- | --------- | --------- |
| Geldige stemmen | 2.603.324 | 2.598.265 |

### Landelijk overzicht
| Zetelverdeling Provinciale Staten      | Zetelverdeling Provinciale Staten | Zetelverdeling Provinciale Staten | Zetelverdeling Provinciale Staten |
| Partij                                 | 1919                              | 1923                              | verschil                          |
| -------------------------------------- | --------------------------------- | --------------------------------- | --------------------------------- |
| Algemeene Bond van RK-kiesverenigingen | 183                               | 184                               | +1                                |
| Sociaal-Democratische Arbeiderspartij  | 117                               | 107                               | -10                               |
| Anti-Revolutionaire Partij             | 86                                | 87                                | +1                                |
| Christelijk-Historische Unie           | 53                                | 75                                | +22                               |
|                                        |                                   |                                   |                                   |
| Liberale Unie                          | 50                                |                                   |                                   |
| Bond van Vrije Liberalen               | 22                                |                                   |                                   |
| Economische Bond                       | 11                                |                                   |                                   |
| Middenstandspartij                     | 2                                 |                                   |                                   |
| Algemeene Staatspartij                 | 1                                 |                                   |                                   |
| Vrijheidsbond (LSP)                    | -                                 | 62                                |                                   |
| subtotaal                              | 86                                | 62                                | -24                               |
|                                        |                                   |                                   |                                   |
| Vrijzinnig Democratische Bond          | 44                                | 38                                | -6                                |
| Plattelandersbond                      | 1                                 | 14                                | +13                               |
| Staatkundig Gereformeerde Partij       | 3                                 | 8                                 | +5                                |
| Communistische Partij Holland          | 7                                 | 7                                 | 0                                 |
| Christelijk-Sociale Partij             | 3                                 | 2                                 | -1                                |
| Roomsch-Katholieke Volkspartij         | -                                 | 2                                 | +2                                |
| Christen-Democratische Partij          | 2                                 | 1                                 | -1                                |
| Hervormd-Gereformeerde Staatspartij    | -                                 | 1                                 | +1                                |
| Socialistische Partij                  | 2                                 | -                                 | -2                                |
| ARP/CHU                                | 1                                 | -                                 | -1                                |
| provinciale partijen                   | 2                                 | 2                                 | 0                                 |
| totaal                                 | 590                               | 590                               | 0                                 |

### Uitslagen per provincie naar partij
| Provincie     | Aantal zetels per partij | Aantal zetels per partij | Aantal zetels per partij | Aantal zetels per partij | Aantal zetels per partij | Aantal zetels per partij | Aantal zetels per partij | Aantal zetels per partij | Aantal zetels per partij | Aantal zetels per partij | Aantal zetels per partij | Aantal zetels per partij | Aantal zetels per partij | Aantal zetels per partij | Aantal zetels per partij |
| Provincie     | AB                       | SDAP                     | ARP                      | CHU                      | VB                       | VDB                      | PB                       | SGP                      | CPH                      | CSP                      | RKVP                     | CDP                      | HGSP                     | overige                  | totaal                   |
| ------------- | ------------------------ | ------------------------ | ------------------------ | ------------------------ | ------------------------ | ------------------------ | ------------------------ | ------------------------ | ------------------------ | ------------------------ | ------------------------ | ------------------------ | ------------------------ | ------------------------ | ------------------------ |
| Groningen     | 3                        | 11                       | 10                       | 4                        | 6                        | 5                        | 3                        | -                        | 2                        | -                        | -                        | -                        | 0                        | 1                        | 45                       |
| Friesland     | 4                        | 12                       | 12                       | 9                        | 6                        | 3                        | 3                        | 0                        | 0                        | 1                        | -                        | -                        | 0                        | 0                        | 50                       |
| Drenthe       | 2                        | 7                        | 7                        | 5                        | 6                        | 4                        | 4                        | -                        | 0                        | -                        | -                        | -                        | -                        | -                        | 35                       |
| Overijssel    | 13                       | 9                        | 7                        | 8                        | 5                        | 3                        | 1                        | 1                        | 0                        | 0                        | -                        | -                        | 0                        | 0                        | 47                       |
| Gelderland    | 19                       | 10                       | 9                        | 10                       | 7                        | 4                        | 1                        | 1                        | 0                        | 1                        | -                        | -                        | 0                        | 0                        | 62                       |
| Utrecht       | 11                       | 8                        | 8                        | 6                        | 4                        | 2                        | 0                        | 1                        | 0                        | -                        | 0                        | -                        | -                        | 1                        | 41                       |
| Noord-Holland | 19                       | 19                       | 7                        | 10                       | 8                        | 9                        | 1                        | 0                        | 3                        | 0                        | 0                        | 1                        | 0                        | 0                        | 77                       |
| Zuid-Holland  | 16                       | 20                       | 16                       | 12                       | 9                        | 3                        | 1                        | 2                        | 2                        | 0                        | -                        | -                        | 1                        | 0                        | 82                       |
| Zeeland       | 8                        | 4                        | 9                        | 7                        | 8                        | 3                        | 0                        | 3                        | -                        | -                        | -                        | -                        | -                        | 0                        | 42                       |
| Noord-Brabant | 51                       | 3                        | 2                        | 3                        | 2                        | 1                        | 0                        | 0                        | 0                        | -                        | 2                        | -                        | -                        | -                        | 64                       |
| Limburg       | 38                       | 4                        | 0                        | 1                        | 1                        | 1                        | -                        | -                        | 0                        |                          | -                        |                          | -                        | 0                        | 45                       |
| totaal        | 184                      | 107                      | 87                       | 75                       | 62                       | 38                       | 14                       | 8                        | 7                        | 2                        | 2                        | 1                        | 1                        | 2                        | 590                      |

Een "-" in de tabel betekent dat de betreffende partij bij de verkiezingen van 1923 in de betrokken provincie geen kandidatenlijst heeft ingediend.

## Eerste Kamerverkiezingen
De leden van Provinciale Staten kozen op 27 juli 1923 bij Eerste Kamerverkiezingen in vier kiesgroepen een geheel nieuwe Eerste Kamer.
De leden van Provinciale Staten in de kiesgroepen II en IV kozen op 30 juli 1926 bij Eerste Kamerverkiezingen 25 nieuwe leden van de Eerste Kamer.
Provinciale Statenverkiezingen zijn daarmee behalve provinciaal ook nationaal van belang.
1910 · 
1913 · 
1916 · 
1919 · 
1923 · 
1927 · 
1931 · 
1935 · 
1939 · 
1946 · 
1950 · 
1954 · 
1958 · 
1962 · 
1966 · 
1970 · 
1974 · 
1978 · 
1982 · 
1985 · 
1987 · 
1991 · 
1995 · 
1999 · 
2003 · 
2007 · 
2011 · 
2015 · 
2019 · 
2023